# 舊域多利醫院

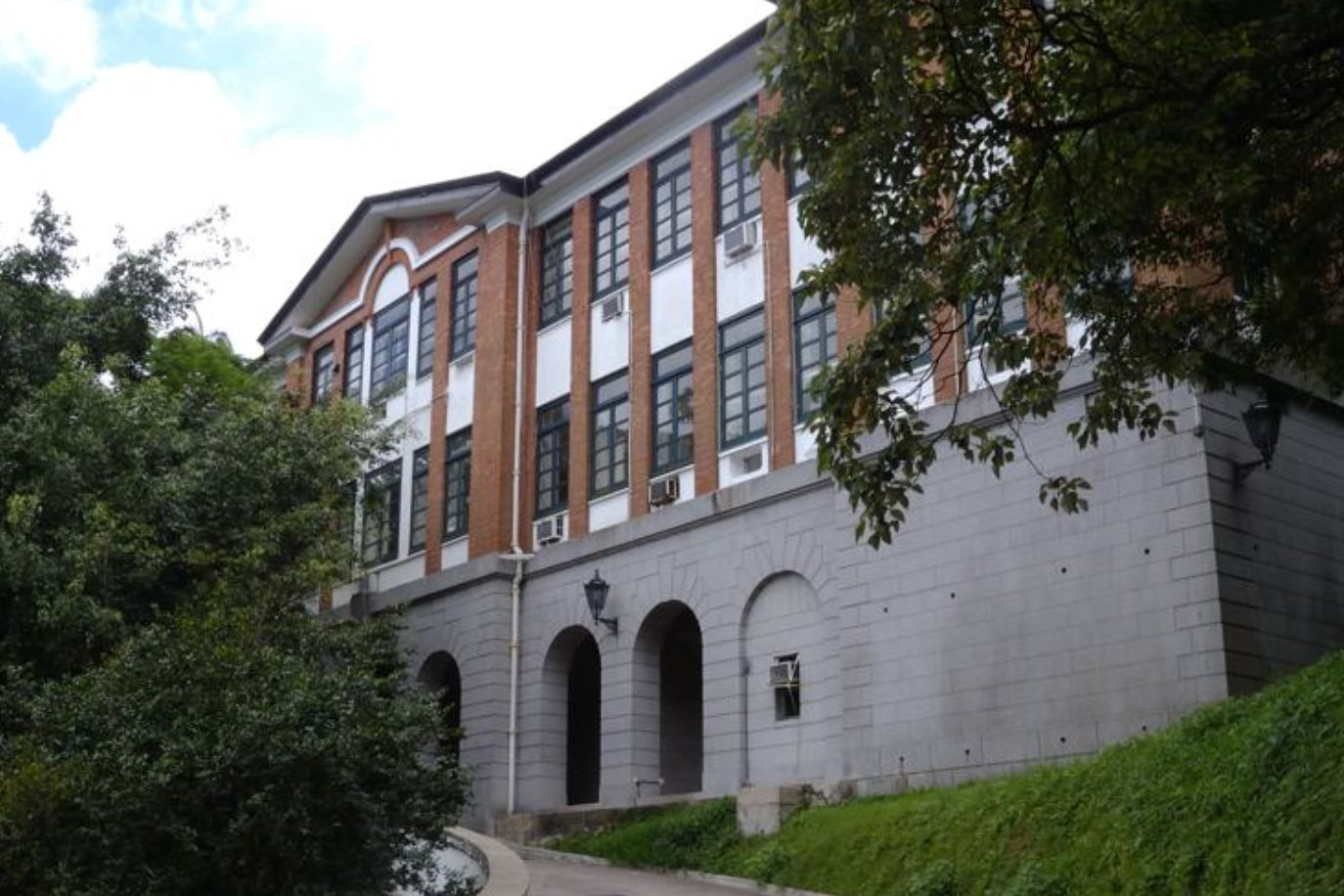
舊域多利醫院產科大樓

舊域多利醫院（英語：Old Victoria Hospital），位於香港島山頂白加道15至17號，是香港昔日一所公營醫院，在1897年至1937年間運作。醫院關閉後，主樓被拆卸並改建為政務司司長官邸，建於1921年的產科翼樓（Maternity Block）保留，現被列為香港三級歷史建築。

## 歷史
域多利醫院於1897年由當時的香港總督羅便臣奠基，為紀念維多利亞女皇登基60週年而開設，故又被稱為域多利銀禧醫院（英語：Victoria Jubilee Hospital）。奠基石之下放置了一個時間囊，內有當時的報紙及硬幣。由於工程延誤，醫院遲於1903年11月正式啟用。奠基石被移到白加道近醫院徑一帶，並由當時的港督卜力再進行奠基儀式。
當時域多利醫院專門收容及治療女性和兒童病人，因此於1921年加建產科翼樓。當時政府舉辦了一個建築設計比賽，結果由巴馬丹拿建築事務所贏得比賽。1937年4月，瑪麗醫院落成，域多利醫院因此於同年6月8日停辦，主樓隨即拆卸改建為輔政司官邸，產科翼樓則改為政府宿舍，並取名為維多利亞大廈（Victoria Flats），現由政府產業署管理。奠基石則一直保留在原來的位置。

## 建築特色
三層高的產科大樓以新古典主義建築風格設計，亦受意大利文藝復興建築風格及喬治亞風格所影響。正面的紅磚及仿石外牆為大樓帶來優雅的外觀，地下的拱形柱廊、拱心石是新古典主義建築的典型特徵，二、三樓的威尼斯式窗戶、建築物正中的拱形石雕及突出的屋簷則展現出優美的意大利建築風格。